# 1530 Rantaseppä
1530 Rantaseppä è un asteroide della fascia principale. Scoperto nel 1938, presenta un'orbita caratterizzata da un semiasse maggiore pari a 2,2485715 au e da un'eccentricità di 0,1986078, inclinata di 4,42142° rispetto all'eclittica.
L'asteroide è dedicato all'astronoma finlandese Hilkka Rantaseppä-Helenius, sulla cui proprietà fu costruito l'Osservatorio di Kevola e presso il quale la donna ha svolto buona parte della propria carriera di studiosa.